# ジャチコヴォ

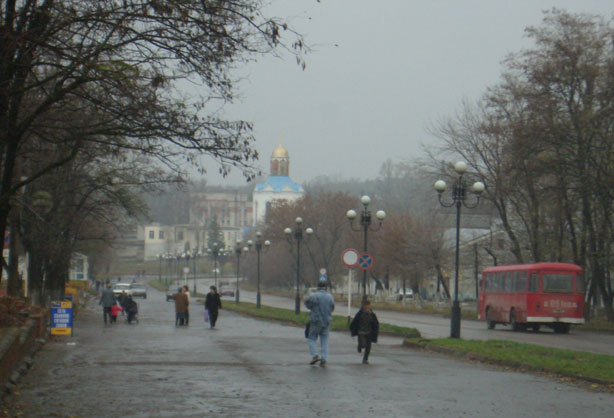
レーニン大通り（проспект Ленина）

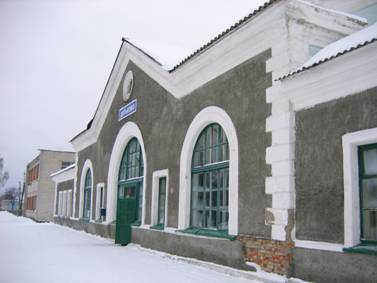
ジャチコヴォ駅

ジャチコヴォ（ロシア語：Дя́тьково）は、ロシア連邦ブリャンスク州の町。人口は2万5255人（2021年）。

## 歴史
1626年建設。1927年に市となった。
ブリャンスク州は第二次世界大戦中パルチザン運動の中心だった。1942年2月ソヴィエトパルチザンはナチス・ドイツの占領地奥深くにあったジャコチコヴォと周囲の村々をなんとか奪回した。パルチザンはソヴィエトの支配を取り戻し、病院や様々な商店を経営した。同年6月、この地域は再びナチス支配下となった。
2005年、州直轄市から地区所属市となった。

## 名物
ジャチコヴォの主な産業は鉛ガラス製造と家具製造。国内最大の鉛ガラス博物館はガラス工芸品の美術館である。